# Бохнер, Саломон
Саломон Бохнер (англ. Salomon Bochner; 20 августа 1899[…], Подгуже, Австро-Венгрия — 2 мая 1982, Хьюстон, Техас) — германский и американский математик еврейского происхождения, родившийся в Австро-Венгрии. Известен своими работами в области математического анализа, теории вероятностей и дифференциальной геометрии.

## Биография
Саломон Бохнер родился в Подгуже (около Кракова), Австро-Венгрия, ныне Польша в еврейской семье семье Йосефа Саула (1873—1936) и Руде (1871—1957), урождённой Габер. У него была младшая сестра Фанни Файги (1902—1994).
Опасаясь вторжения русских в Галицию в начале Первой мировой войны в 1914 году, его семья переехала в Германию в поисках большей безопасности. В 1917 году Бохнер был мобилизован в австро-венгерскую армию, до заключения перемирия в ноябре 1918 года.
Бохнер получил образование в Берлинской гимназии, а затем в Берлинском университете.
Там он был студентом Эрхарда Шмидта и защитил диссертацию, в которой использовал то, что позже будет названо ядром Бергмана.
Вскоре после этого он оставил университет, чтобы поддержать свою семью во время экономического кризиса. После возвращения в математику он преподавал в Мюнхенском университете с 1924 по 1933 год.
Академическая карьера С. Бохнера в Германии закончилась после того как нацисты пришли к власти в 1933 году, и он уехал в США где работал в Принстонском университете.
Умер в Хьюстоне, штат Техас.

## Сочинения
- Бохнер С., Мартин У. Т. Функции многих комплексных переменных. — М.: Издательство иностранной литературы, 1951. — 300 c.